# Piercia edwardsi
Piercia edwardsi là một loài bướm đêm trong họ Geometridae.